# Auchenbowie House
Auchenbowie House ist eine Villa nahe der schottischen Stadt Stirling in der gleichnamigen Council Area. 1973 wurde das Bauwerk in die schottischen Denkmallisten in der höchsten Denkmalkategorie A aufgenommen. Die zugehörige Sonnenuhr ist separat als Kategorie-B-Bauwerk klassifiziert.

## Geschichte

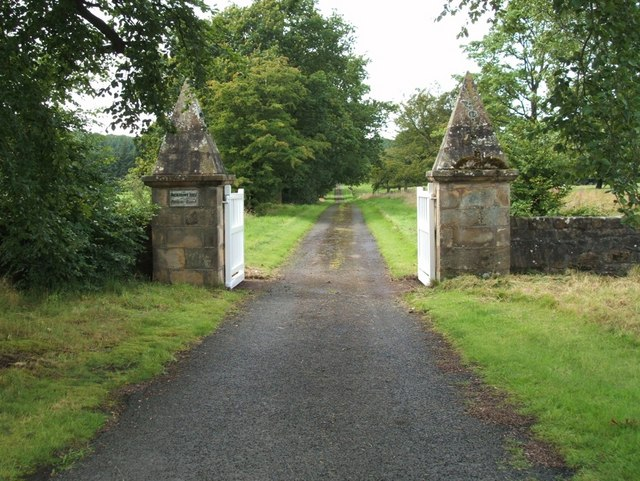
Pforte von Auchenbowie House

Das Gebäude wurde im Laufe des 17. Jahrhunderts errichtet. Im Laufe seiner Geschichte wurde es zweimal überarbeitet und erweitert, nämlich im Jahr 1768 sowie im Laufe des 19. Jahrhunderts. Eine umfassende Restaurierung von Auchenbowie House wurde 1967 vorgenommen.

## Beschreibung
Auchenbowie House steht isoliert rund zwei Kilometer südwestlich des Herrenhauses Bannockburn House wenige hundert Meter westlich der M80 und der A872. Das heute zu Stirling gehörende Bannockburn befindet sich rund drei Kilometer nordöstlich. Ursprünglich wies Auchenbowie House einen L-förmigen Grundriss auf, der durch die Erweiterungen jedoch verloren ging. Die Villa ist dreistöckig ausgeführt. Ihr Innenraum ist aufwändig im Adamstil ausgestaltet. Die im Garten befindliche Sonnenuhr wurde im Jahre 1702 gefertigt. Sie ist als Obelisk ausgeführt.